# 懷卡托美術文化博物館
懷卡托美術文化博物館（英語：Waikato Museum）位於紐西蘭漢密爾頓市中心維多利亞街上、不定期的對外展出各項展覽，入場免門票開放民眾參觀。於博物館內還設有咖啡廳、和一些小型的娛樂設施。